# 九龍巴士234S線
九龍巴士234S線是香港一條已經取消的路線。由深井（碧堤半島）單向前往青衣鐵路站的巴士路線。由於深井已有快捷的專線小巴308M往來青衣，因此服務對象是深井交匯處以東的汀九、油柑頭及麗城花園居民，於2014年4月22日取消服務。

## 歷史
- 2003年8月2日：234S線投入服務。[1][2]
- 2006年11月21日：取消青山公路－汀九段的雙仙灣分站。
- 2007年2月2日：增設青山公路－深井段的深慈街分站。
- 2010年9月13日：增設青山公路－荃灣段的麗城花園第三期分站。[3]
- 2013年8月24日：改為只於07:25開出一班車，以抽調資源開辦234C線。[4][5]
- 2014年4月22日：路線停止服務，以騰出資源加強234C及934線的服務。

## 收費
空調巴士
- 全程收費：$5.4

不設分段收費及八達通轉乘優惠。

## 客量
由於前往青衣的需求遠比荃灣為小，一般乘客寧願前往荃灣站轉乘港鐵上班，因此本線客量偏低。另外，前往青衣的人亦可選乘新界區專線小巴308M線，不必刻意選乘本線。

## 行車路線
經：青山公路 (深井、汀九、荃灣段)，海興路，荃灣路，荃青交匯處，青荃路，担桿山交匯處及青敬路。

### 車站一覽
| 碧堤半島方向           | 碧堤半島方向     | 碧堤半島方向         |
| 車站                   | 車站名稱         | 位置                 |
| ---------------------- | ---------------- | -------------------- |
| 1                      | 碧堤半島巴士總站 | 碧堤半島巴士總站     |
| 2                      | 海韻花園         | 青山公路—深井段      |
| 3                      | 深慈街           | 青山公路－汀九段     |
| 4                      | 海美灣           | 青山公路－汀九段     |
| 5                      | 麗都灣           | 青山公路－汀九段     |
| 6                      | 汀九             | 青山公路－汀九段     |
| 7                      | 南山游泳會       | 青山公路－汀九段     |
| 8                      | 金麗苑           | 青山公路－汀九段     |
| 9                      | 油柑頭           | 青山公路－汀九段     |
| 10                     | 翠景臺           | 青山公路－汀九段     |
| 11                     | 灣景花園         | 海安路               |
| 12                     | 麗城花園第三期   | 青山公路－荃灣段     |
| 13                     | 麗城花園第一期   | 青山公路－荃灣段     |
| 海興路、荃灣路；青荃橋 |                  |                      |
| 14                     | 青衣站巴士總站   | 青衣站公共運輸交匯處 |

## 使用車輛
本路線初時現時用車為2輛丹尼士巨龍9.9米（ADS）雙層空調巴士，由2010年9月1日起，改派2輛10.6米丹尼士三叉戟巴士行走。
本線現時使用1輛10.6米丹尼士三叉戟空調巴士，另有1輛12米丹尼士三叉戟空調巴士只需行走234C線，毋須行走本線。所有車輛均屬荔枝角車廠。

## 外部連結
- 九巴234S線——九龍巴士 （页面存档备份，存于）
- 乘客通告 234S 路線取消